# Låtar från Dalarnes Bergslag
Låtar från Dalarnes Bergslag är titeln på ett trebandsverk med folkmusik i notform och historik över spelmän från Dalabergslagen, det vill säga södra Dalarna. Författare och utgivare är Ingvar Norman, Säter.
Första bandet gavs ut 1977. Efter den första boken kom Ingvar Norman mycket mer notmaterial på spåren, vilket ledde till att band II och III sammanställdes och gavs ut 1995 respektive 1997. Redaktör för de två senare volymerna är Bengt Wittgren, Härnösand.
I huvudsak innehåller verket notmaterial som hittats i äldre handskrivna notböcker, flera från tidigt 1800-tal, men i stor utsträckning från 1800-talets mitt och slut. En mindre del av låtarna är upptecknade direkt av Ingvar Norman. Många av de spelmän, sångare och sångerskor som lämnat låtar eller sig finns som källor finns även beskrivna i en personförteckning i varje del.